# Vallerano (Rom)

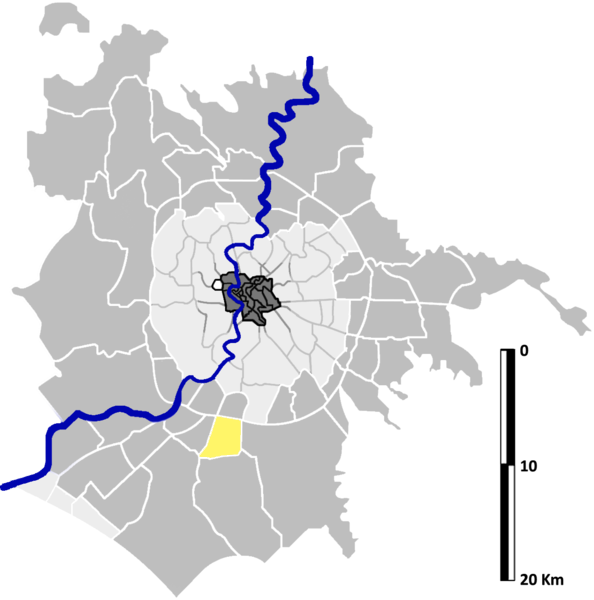
Lage von Vallerano in Rom

Vallerano bezeichnet die 25. Zone, abgekürzt als Z.XXV, der italienischen Hauptstadt Rom. Im Gegensatz zu den Rioni, Quartieri und Suburbi sind es die ländlicheren Gebiete von Rom. Sie gehört zum Municipio IX und zählt 5308 Einwohner (2016). Sie befindet sich im Südosten der Stadt außerhalb der römischen Ringautobahn A90 und hat eine Fläche von 9,6018 km². 

## Geschichte
In der Antike gehörte das Gebiet der römischen Familie Valerii.
Vallerano wurde am 13. September 1961 durch Beschluss des Commissario Straordinario gegründet. Damals wurde der Ager Romanus in 59 Zonen geteilt, denen eine römische Zahl zugeteilt wurde und ein Z vorgestellt wurde. Davon wurden sechs an die neugegründete Gemeinde Fiumicino komplett ausgegliedert und drei weitere teilweise.